# Мочениго (Тренто)
Мочениго је насеље у Италији у округу Тренто, региону Трентино-Јужни Тирол.
Према процени из 2011. у насељу је живело 235 становника. Насеље се налази на надморској висини од 1075 м.